# Woolooma-Nationalpark
Der Woolooma-Nationalpark ist ein Nationalpark im Osten des australischen Bundesstaates New South Wales, 207 km nördlich von Sydney, 25 km östlich von Scone und 37 km nordöstlich von Muswellbrook.
Der Park umfasst die Woolooma Range, ein Gebirge südlich der Kleinstadt Woolooma, und liegt zwischen dem Scone-Mountain-Nationalpark im Westen und dem Barrington-Tops-Nationalpark im Osten. Im Park entspringen der Woolooma Creek und der Woolooma Gully, beides Nebenflüsse des Hunter River.